# Xã Prairie, Quận Kossuth, Iowa
Xã Prairie (tiếng Anh: Prairie Township) là một xã thuộc quận Kossuth, tiểu bang Iowa, Hoa Kỳ. Năm 2010, dân số của xã này là 204 người.